# Sonia Furió
Sonia Furió (Alicante, 30 de julho de 1937 — Cuernavaca, 1 de dezembro de 1996) é uma atriz espanhola.

## Filmografia

### Cinema
- El esperado amor desesperado (1976) .... Rocío
- El tuerto Angustias (1974)
- Hay ángeles sin alas (1972)
- El deseo en otoño (1972) .... Clara
- El arte de engañar (1972)
- El negocio del odio (1972)
- Vuelo 701 (1971)
- Simplemente vivir (1970)
- Su precio... unos dólares (1970)
- Requiem por un canalla (1968)
- Amor en las nubes (1968)
- Dr. Satán y la magia negra (1968)
- SOS Conspiración Bikini (1967)
- El hermano Pedro (1967)
- Operación Tiburón (1967)
- Acapulco a go-go (1967)
- El pozo (1965)
- Cielo rojo (1962)
- Nuestros odiosos maridos (1962)
- Juventud rebelde (1961)
- Locura de terror (1961)
- Remolino (1961) .... Silvia Conde
- Vacaciones en Acapulco (1961)
- La marca del muerto (1960) .... Beth
- La cárcel de Cananea (1960)
- El supermacho (1960)
- Los desarraigados (1960) .... Alice
- Infierno de almas (1960) .... Samia
- El ciclón (1959)
- El cofre del pirata (1959)
- Vagabundo y millonario (1959)
- Cuentan de una mujer (1959)
- Señoritas (1959)
- La edad de la tentación (1959)
- Ama a tu prójimo (1958)
- El gran espectáculo (1958)
- Plazos traicioneros (1958)
- Fiesta en el corazón (1958)
- Ay... Calypso no te rajes! (1958)
- Refifi entre las mujeres (1958)
- Se los chupó la bruja (1958)
- Los mujeriegos (1958)
- La sombra del otro (1957)
- La virtud desnuda (1957)
- Bambalinas (1957)
- El campeón ciclista (1957)
- Mi influyente mujer (1957)
- La faraona (1956)
- Los amantes (1956)
- El médico de las locas (1956)
- Pensión de artistas (1956)
- Caras nuevas (1956)
- Historia de un marido infiel (1956)
- El seductor (1955)
- ... Y mañana serán mujeres (1955)

### Televisão
- Con toda el alma (1996) .... Martina de Linares
- Vida robada (1991) .... Carlota
- Ángeles blancos (1990) .... Ana María
- Tal como somos (1987)
- Aprendiendo a vivir (1984) .... Gloria
- Vivir enamorada (1982) .... Alicia
- Nosotras las mujeres (1981) .... Ivonne
- J.J. Juez (1979) .... Natalia
- Humillados y ofendidos (1977) .... Teresa
- El chofer (1974) .... Soledad
- Mi primer amor (1973) .... Paula
- El vagabundo (1971)
- Pequeñeces (1971) .... Currita Albornoz de Luján
- Aventura (1970)
- Fallaste corazón (1968) .... Lidia
- El maestro (1968) .... Sonia
- Incertidumbre (1967)
- El ídolo (1966) .... Katty